# Lindingaspis similis
Lindingaspis similis är en insektsart som beskrevs av Mckenzie 1950. Lindingaspis similis ingår i släktet Lindingaspis och familjen pansarsköldlöss. Inga underarter finns listade i Catalogue of Life.